# 미하우 코리부트 비시니오비에츠키
미하우 코리부트 비시니오비에츠키(폴란드어: Michał Korybut Wiśniowiecki, 1640년 7월 31일 ~ 1673년 11월 10일)는 폴란드-리투아니아 연방의 국왕(재위: 1669년 6월 19일 ~ 1673년 11월 10일)으로 폴란드의 국왕이자 리투아니아의 대공이다.
비시니오비에츠키가(Wiśniowiecki) 출신이다. 얀 2세 카지미에시 바사의 뒤를 이어 폴란드의 국왕으로 선출되었지만 재위 기간 동안에는 아무런 실적도 올리지 못했다. 특히 대홍수 전역, 대튀르크 전쟁에서 큰 공적을 세웠던 얀 소비에스키가 등장하면서 귀족들의 지지를 잃었다. 즉위한 지 3년 만에 사망했으며 그의 왕위는 소비에스키가 승계받았다.